# Teste palográfico
O teste palográfico é um método de avaliação psicológica elaborado na Espanha por Salvador Escala Milá.
No Brasil, o teste teve sua introdução pelo Centro de Estudos de Grafoanálise e Testes Gráficos de Botucatu, com a realização dos estudos necessários para a validação da técnica na década de 60 pelo professor Agostinho Minicucci.
O teste é utilizado nos dias de hoje, para avaliação de personalidade através da expressão gráfica, tendo notória semelhança com os testes HTP, tapping e o teste grafoescritural.